# Bismarckturm (Landstuhl)
Der Bismarckturm in Landstuhl im Landkreis Kaiserslautern in Rheinland-Pfalz wurde zu Ehren des ersten deutschen Reichskanzlers Fürst Otto von Bismarck (1815–1898) erbaut. Der nach einem Typenentwurf des Architekten Wilhelm Kreis (1873–1955) gestaltete Aussichtsturm liegt unmittelbar westlich von Landstuhl auf dem Kirchberg. Er wurde von dem Montanindustriellen Carl Ferdinand von Stumm-Halberg (1836–1901) gestiftet, hat eine Höhe von 19 Metern und wurde 1900 eingeweiht.

## Geschichte

### Planungszeit
Nach dem Tod Bismarcks im Jahr 1898 gab es im Deutschen Kaiserreich eine breite Bewegung, die Denkmäler für den früheren Reichskanzler errichten ließ. Einer seiner Bewunderer war Carl Ferdinand Freiherr von Stumm-Halberg. Er regte an, auf seine Kosten bei Landstuhl einen Bismarckturm zu errichten. Von Stumm-Halberg beschloss, auf dem Kirchberg westlich von Landstuhl den Typenentwurf Götterdämmerung des Architekten Wilhelm Kreis bauen zu lassen.
Kreis hatte 1899 mit seinem Entwurf einen Wettbewerb der Deutschen Studentenschaft gewonnen. Nach einer Idee der Studentenschaft sollte in ganz Deutschland ein Netzwerk von sogenannten Feuersäulen errichtet werden, um auf diesen an bestimmten Tagen zu Ehren Bismarcks große Feuerschalen zu entzünden. Die Bismarcksäule vom Modell Götterdämmerung wurde bis 1911 im Deutschen Kaiserreich als sogenannter Typenbau insgesamt 47 mal gebaut.

### Bau und weitere Entwicklung
Noch im Jahr 1899 wurde für den Bismarckturm der Grundstein gelegt und mit dem Bau begonnen. Die Bauarbeiten wurden nicht vom Architekten Wilhelm Kreis selbst überwacht, sondern von Bezirksbaumeister Löhner aus Homburg. Als Baumaterial wurde vorwiegend roter Buntsandstein aus der Region verwendet. Der Turm konnte rasch fertiggestellt und schon am 30. Juni 1900 eingeweiht werden. Am Abend des Einweihungstages wurde vermutlich auch die Feuerschale auf dem Turm zum ersten Mal entzündet. Die vom Stifter getragenen Gesamtkosten für das Bauwerk beliefen sich auf insgesamt 27.000 Mark, allein die große gusseiserne Feuerschale soll 500 Mark gekostet haben.
Die folgenden Jahrzehnte überstand der Bismarckturm weitgehend unbeschadet. Nach dem Zweiten Weltkrieg wurde das Bauwerk nicht mehr als sogenannte Feuersäule genutzt, sondern nur noch als Aussichtsturm – die Feuerschale an seiner Spitze wurde entfernt. Später wurde der Turm grundlegend renoviert, die Steinstufen am Sockel erneuert und an der Außentreppe am Turmeingang beidseitig Geländer angebracht. Der Bismarckturm ist zu bestimmten Zeiten geöffnet.

## Architektur
Der Bismarckturm wurde auf einem quadratischen Grundriss errichtet. Auch der Turm selbst ist quadratisch angelegt, allerdings wird die wuchtige Wirkung durch Dreiviertelsäulen an den Ecken des Turmkörpers abgemildert. Die Mauern sind als Bossenwerk angelegt, das heißt die Steinquader sind an ihrer Außenseite nur grob behauen (bossiert).

### Podest und Sockelgeschoss
Der Bismarckturm ist in vier Teile gegliedert: Den unteren Teil bildet ein zweistufiges, quadratisches Podest, das insgesamt etwa zwei Meter hoch ist. An der Vorderseite führt in der Mitte der beiden Podestebenen eine zehnstufige Treppe zum Eingang des Turms. Auf dem Podest steht das ebenfalls rund zweieinhalb Meter hohe Sockelgeschoss des Turms mit dem Turmeingang.

### Turmkörper und Obergeschoss
Über dem Sockelgeschoss erhebt sich der eigentliche, rund zwölf Meter hohe Turmkörper. Er ist gegenüber dem Sockelgeschoss etwas zurückgesetzt und an den Ecken durch Dreiviertelsäulen abgerundet. An der Vorderseite mit dem Turmeingang ist ein steinernes Relief mit einem Reichsadler angebracht, der das Bismarck-Wappen auf der Brust trägt. Darüber befindet sich eine Schrifttafel aus Bronze mit folgendem Widmungstext: „Dem Andenken des grossen Reichskanzlers errichtet von K. F. Freiherr von Stumm-Halberg 1900“. Im oberen Teil der Vorderseite des Sockelgeschosses schließlich befindet sich ein über zwei Meter hohes Sprossenfenster. Außerdem ist als weitere Verzierung des Turmkörpers auf der Rückseite ein weiteres Steinrelief mit Reichsadler und Bismarck-Wappen angebracht.
Oberhalb des Turmkörpers folgt das etwa drei Meter hohe Obergeschoss, das aus einem Architrav und einem zweistufigen Oberbau mit der Aussichtsplattform besteht. Das Obergeschoss ist gegenüber dem Turmkörper etwas zurückgesetzt.

### Treppenanlage und Befeuerung
Im Inneren des Bismarckturms gelangt man über eine 74-stufige Steintreppe zur Aussichtsplattform. Die dort ursprünglich montierte große Feuerschale aus Gusseisen hatte einen Durchmesser von 1,8 Meter. Sie wurde mit Kiefern- und Buchenholz befeuert, dem Pech und Werg beigemengt waren.

## Sonstiges
In unmittelbarer Nähe des Bismarckturms auf dem Kirchberg befand sich früher die Sternwarte des Amateurastronomen Philipp Fauth.